# Oleksandr Pichal'onok
Oleksandr Oleksandrovyč Pichal'onok (in ucraino Олександр Олександрович Піхальонок?; Donec'k, 7 maggio 1997) è un calciatore ucraino, centrocampista della Dinamo Kiev e della nazionale ucraina.

## Caratteristiche tecniche
È un centrocampista centrale.

## Carriera

### Club
Ha giocato nella prima divisione ucraina.

### Nazionale
Ha giocato nella nazionale ucraina Under-21.
Il 28 settembre 2021 riceve la sua prima convocazione in nazionale maggiore, con cui ha esordito l'8 giugno 2022 nella sfida di Nations League vinta 0-1 contro l'Irlanda.

## Statistiche

### Cronologia presenze e reti in nazionale
| Cronologia completa delle presenze e delle reti in nazionale ― Ucraina | Cronologia completa delle presenze e delle reti in nazionale ― Ucraina | Cronologia completa delle presenze e delle reti in nazionale ― Ucraina | Cronologia completa delle presenze e delle reti in nazionale ― Ucraina | Cronologia completa delle presenze e delle reti in nazionale ― Ucraina | Cronologia completa delle presenze e delle reti in nazionale ― Ucraina | Cronologia completa delle presenze e delle reti in nazionale ― Ucraina | Cronologia completa delle presenze e delle reti in nazionale ― Ucraina |
| Data                                                                   | Città                                                                  | In casa                                                                | Risultato                                                              | Ospiti                                                                 | Competizione                                                           | Reti                                                                   | Note                                                                   |
| ---------------------------------------------------------------------- | ---------------------------------------------------------------------- | ---------------------------------------------------------------------- | ---------------------------------------------------------------------- | ---------------------------------------------------------------------- | ---------------------------------------------------------------------- | ---------------------------------------------------------------------- | ---------------------------------------------------------------------- |
| 8-6-2022                                                               | Dublino                                                                | Irlanda                                                                | 0 – 1                                                                  | Ucraina                                                                | UEFA Nations League 2022-2023 - 1º turno                               | -                                                                      | 72’                                                                    |
| 11-6-2022                                                              | Łódź                                                                   | Ucraina                                                                | 3 – 0                                                                  | Armenia                                                                | UEFA Nations League 2022-2023 - 1º turno                               | -                                                                      | 70’                                                                    |
| 21-9-2022                                                              | Glasgow                                                                | Scozia                                                                 | 3 – 0                                                                  | Ucraina                                                                | UEFA Nations League 2022-2023 - 1º turno                               | -                                                                      | 83’                                                                    |
| 24-9-2022                                                              | Erevan                                                                 | Armenia                                                                | 0 – 5                                                                  | Ucraina                                                                | UEFA Nations League 2022-2023 - 1º turno                               | -                                                                      | 46’                                                                    |
| 27-9-2022                                                              | Cracovia                                                               | Ucraina                                                                | 0 – 0                                                                  | Scozia                                                                 | UEFA Nations League 2022-2023 - 1º turno                               | -                                                                      | 87’                                                                    |
| 12-6-2023                                                              | Brema                                                                  | Germania                                                               | 3 – 3                                                                  | Ucraina                                                                | Amichevole                                                             | -                                                                      | 78’                                                                    |
| 17-10-2023                                                             | Ta' Qali                                                               | Malta                                                                  | 1 – 3                                                                  | Ucraina                                                                | Qual. Euro 2024                                                        | -                                                                      | 87’                                                                    |
| 20-11-2023                                                             | Leverkusen                                                             | Ucraina                                                                | 0 – 0                                                                  | Italia                                                                 | Qual. Euro 2024                                                        | -                                                                      | 80’                                                                    |
| 7-9-2024                                                               | Praga                                                                  | Ucraina                                                                | 1 – 2                                                                  | Albania                                                                | UEFA Nations League 2024-2025 - 1º turno                               | -                                                                      | 72’                                                                    |
| 10-9-2024                                                              | Praga                                                                  | Rep. Ceca                                                              | 3 – 2                                                                  | Ucraina                                                                | UEFA Nations League 2024-2025 - 1º turno                               | -                                                                      | 85’                                                                    |
| 7-6-2025                                                               | Toronto                                                                | Canada                                                                 | 4 – 2                                                                  | Ucraina                                                                | Amichevole                                                             | -                                                                      | 58’                                                                    |
| 10-6-2025                                                              | Toronto                                                                | Nuova Zelanda                                                          | 1 – 2                                                                  | Ucraina                                                                | Amichevole                                                             | -                                                                      | 86’                                                                    |
| Totale                                                                 |                                                                        | Presenze                                                               | 12                                                                     |                                                                        | Reti                                                                   | 0                                                                      |                                                                        |

## Palmarès

### Club

#### Competizioni nazionali
- Campionato ucraino: 3

Šachtar: 2016-2017, 2019-2020
Dinamo Kiev: 2024-2025